# Louis Anseaume
Pour les articles homonymes, voir Louis Anseaume (homme politique) et Anseaume.
Louis Anseaume, né en 1721 à Paris où il est mort le 7 juillet 1784, est un dramaturge français.

## Biographie
Souffleur et répétiteur au Théâtre-Italien de Paris, il fut sous-directeur de l'Opéra-Comique et écrivit une quarantaine de pièces, souvent en collaboration avec Charles-Simon Favart, dont plusieurs opéras-comiques avec Egidio Duni.
Il est l'un des pères de l'opéra-comique français.

## Œuvres
- Le Chinois poli en France (1754)
- Le Peintre amoureux de son modèle (1757), musique de Duni
- La Fausse Esclave (1758), musique de Gluck
- Le docteur Sangrado (1758) musique de Laruette et Duni
- Cendrillon (1759), musique de Laruette
- L'Île des fous (1760), musique de Duni
- Mazet (1761), musique de Duni
- Le Milicien (1762), musique de Duni
- Les Deux Chasseurs et la Laitière (1763), musique de Duni
- La Clochette (1766), musique de Duni
- Le Tableau parlant (1769), musique de Grétry
- Le Poirier (1772), musique de Louis Joseph Saint-Amans, Lire en ligne sur Gallica.
- L’Écosseuse, parodie de L’Écossaise, comédie de Voltaire.